# 连山关镇
连山关镇，是中华人民共和国辽宁省本溪市本溪满族自治县下辖的一个乡镇级行政单位。

## 行政区划
连山关镇下辖以下地区：
连山关社区、连山关村、摩天岭村、石哈村、刘家村、中河村、苏家村和新开村。

## 特产
连山关刺五加：中国地理标志产品。